# Лоша сестра
Лоша сестра (енгл. The Bad Sister) је амерички драмски филм из 1931. године, режисера Хобарта Хенлија, са Конрадом Наџелом, Сидни Фокс, Бети Дејвис, Засу Питс и Хамфријем Богартом, у главним улогама.

## Улоге
| Глумац         | Улога             |
| -------------- | ----------------- |
| Конрад Наџел   | Др Дик Лајндли    |
| Сидни Фокс     | Меријен Медисон   |
| Бети Дејвис    | Лора Медисон      |
| Хамфри Богарт  | Валентајн Корлис  |
| Засу Питс      | Мини              |
| Слим Самервил  | Сем               |
| Чарлс Вининџер | Господин Медисон  |
| Ема Дан        | Госпођица Медисон |
| Берт Роч       | Вејт Трамбл       |
| Дејвид Даренд  | Хендрик Медисон   |